# Траутдејл (Вирџинија)
Траутдејл (енгл. Troutdale) град је у америчкој савезној држави Вирџинија. По попису становништва из 2010. у њему је живело 178 становника.

## Демографија
Према попису становништва из 2010. у граду је живело 178 становника, што је 1.052 (85,5%) становника мање него 2000. године.
| Група             | 2000.       | 2010.       |
| Белци             | 379 (30,8%) | 163 (91,6%) |
| Афроамериканци    | 834 (67,8%) | 0 (0,0%)    |
| Азијати           | 5 (0,4%)    | 0 (0,0%)    |
| Хиспаноамериканци | 11 (0,9%)   | 13 (7,3%)   |
| Укупно            | 1.230       | 178         |